# FK 두클라 프라하 B
FK 두클라 프라하 B(체코어: Dijon Football Côte-d'Or B)는 체코의 축구 클럽이다. 또한 FK 두클라 프라하의 리저브팀으로 활동 중이다.